# Disgusto

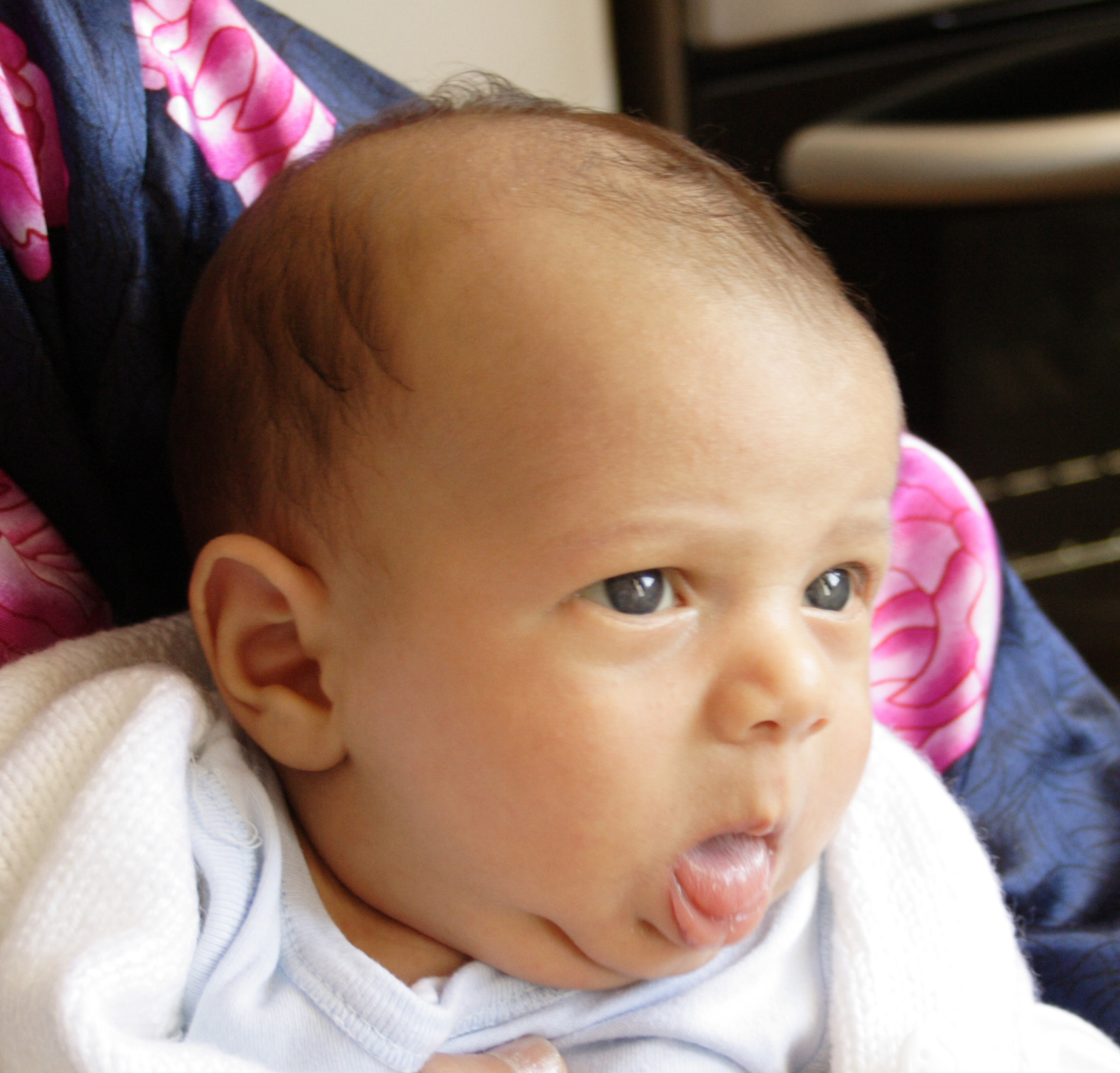
Reazione di riflesso di un lattante

Il disgusto è una risposta emotiva comune a varie specie animali, tra cui l'essere umano. Il termine viene utilizzato per indicare un forte senso di avversione associato a riluttanza. A differenza di altre forme di rifiuto meno forti, il disgusto può anche manifestarsi tramite reazioni fisiche, come nausea, vomito, sudorazione e abbassamento della pressione sanguigna fino a raggiungere lo svenimento. Dal punto di vista scientifico il disgusto non viene solamente considerato una sensazione, ma anche una reazione istintiva. Quest'ultima si manifesta in maniera immediata in presenza di determinati odori, sapori e visioni e comporta il desiderio di allontanarsi da essi. Si possono manifestare ulteriori sensazioni di disgusto anche in ambito sociale col disgusto morale, per esempio verso idee, comportamenti e categorie di persone con le quali non si vuole avere a che fare. Il disgusto è quindi, più in generale, interpretabile come una sensazione associata alla repulsione nel vedere toccarsi oggetti (in tutti i sensi) che, per un certo motivo, non dovrebbero toccarsi.
Una delle funzioni base del disgusto è anche quella di prevenire eventuali malattie. Per questo motivo vengono tenuti in considerazione anche i tabù alimentari che potenzialmente potrebbero provocare sensazioni di disgusto insite.
Secondo una prima opinione di Lothar Penning, che si era occupato di scienze sociali e di aspetti storico-culturali del disgusto, esso viene definito come un meccanismo sociale che media culturalmente e pedagogicamente, sfruttando principalmente la sensazione primitiva del riflesso faringeo (conato) per proteggere l'identità sociale pre-razionalmente acquisita. Il disgusto è presente anche in alcune fobie, tenendo conto però che la caratteristica principale di una fobia è la paura, non il disgusto. In psicologia la sensibilità estrema al disgusto viene definita idiosincrasia. Chi però è affetto dalla Malattia di Huntington, non prova alcuna sensazione di disgusto e non riesce ad interpretare la corrispondente mimica facciale negli altri.

## Come insorgono le sensazioni di disgusto

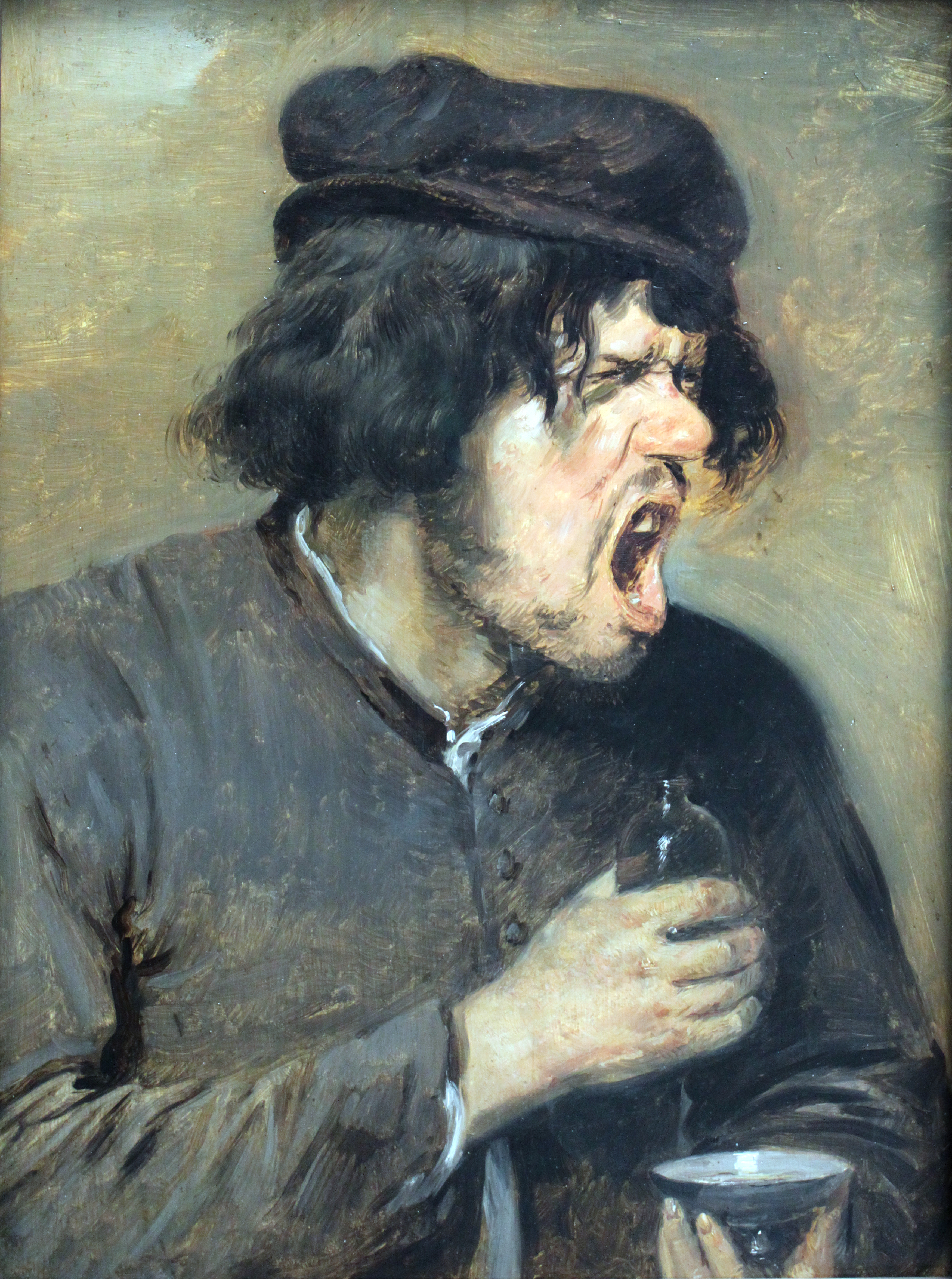
Il Bevitore di Adriaen Brouwer

Le sensazioni di disgusto (in inglese, disgust, in francese dégoût) probabilmente hanno origine nell'encefalo, nel cosiddetto corpo amigdaloideo, che fa parte del sistema limbico, dove vengono regolate anche altre emozioni. L’attivazione di queste aree durante le reazioni di disgusto potrebbe essere comprovata da alcuni studi.
Nonostante la capacità di provare disgusto sia innata, essa viene acquisita solamente nel corso del primo anno di vita attraverso la socializzazione.
È stato dimostrato che i bambini piccoli non sono ancora in grado di provare disgusto nei confronti di oggetti, odori o determinate sostanze; per questo mettono in bocca feci, insetti o lombrichi. Il fatto che già i neonati reagiscano al gusto amaro agitando il viso, viene spesso interpretato dalla maggior parte degli esperti non come una reazione di disgusto, ma come un'avversione innata al gusto, così come anche una preferenza innata per il dolce. I bambini al di sotto dei tre anni non sono in grado di reagire agli odori che gli adulti definiscono “disgustosi”, come ad esempio l'odore di feci o di sudore.
Una ricerca afferma che la capacità umana di provare disgusto sia collegata a fattori genetici, mentre gli oggetti che causano disgusto dipendono dall'ambito culturale di ciascuno e quindi sono variabili. Poiché le reazioni al disgusto non sono degli istinti innati, vengono apprese da altre persone, in particolare dai genitori nel corso della socializzazione e sono influenzate culturalmente.
Come afferma Rolf Degen: “Prova disgusto nei confronti delle cose che sono considerate disgustose nella società in cui vivi!”. Da un punto di vista evoluzionistico-biologico questo principio sembra funzionare nell'ambito della nutrizione, perché l'alimentazione non è la stessa in ogni luogo e si è modificata costantemente nel corso dell'evoluzione. Ovviamente sono i prodotti di origine animale a suscitare potenzialmente il numero più grande di reazioni di disgusto, a differenza delle piante e degli oggetti inanimati.
L'espressione del volto tipica per esprimere disgusto è caratteristica: i gruppi muscolari coinvolti sono quelli che controllano l'abbassamento della mandibola, l'estrusione della lingua, il corrugamento della piramide nasale e l'innalzamento del labbro superiore. Dal punto di vista fisiologico spesso si verificano: riflesso faringeo (vomito), salivazione o una sensazione di nausea. In casi estremi si può verificare un abbassamento della pressione che può causare lo svenimento. La tendenza a provare disgusto varia fortemente da individuo a individuo. È possibile reprimere o addirittura controllare la sensazione di disgusto, cosa che per medici e necrofori assume un ruolo fondamentale, tuttavia anche in questi ambiti ci sono grandi differenze individuali.
Lo scopo per cui nel corso dell'evoluzione si sia sviluppata la capacità di provare disgusto non è chiaro.
Esperti come lo psicologo Paul Rozin hanno studiato diverse tipologie di disgusto. La psicologa Anne Schienle crede che la sensazione di disgusto si sia sviluppata in relazione al riflesso faringeo (vomito), che ha la funzione di prevenire l'ingestione di cibi non commestibili o dannosi per l'organismo. (Vedi anche Ricerca evolutiva sull'emozione). Secondo questa teoria, le reazioni disgustose nei confronti di altre sostanze come prodotti per il corpo e particolari odori siano state sviluppate successivamente come meccanismo di protezione.
A livello globale si tende ad associare a reazioni disgustose cadaveri, ferite aperte, prodotti rilasciati dal corpo come feci, urine o pus, l’odore di cibi andati a male e di determinati animali come vermi, ratti o larve.
L'espressione di reazioni disgustose di fronte a questi oggetti varia da cultura a cultura e secondo alcuni esperti in Europa era molto meno pronunciata in passato rispetto ad oggi.
Gli esperimenti scientifici dimostrano che determinate associazioni svolgono un ruolo fondamentale nello sviluppo delle sensazioni di disgusto.
Un gran numero di partecipanti che si è sottoposto a uno studio si è rifiutato di mangiare una zuppa che era stata precedentemente mescolata con un pettine nuovo di zecca. Anche un succo d'arancia offerto all'interno di una provetta di urina sterile ha generato reazioni di disgusto. La stessa cosa è accaduta nel caso di un budino al cioccolato servito in maniera che assomigliasse a escrementi di cane: molti non hanno voluto mangiarlo pur sapendo che si trattava di un budino. È stato quindi dimostrato che le reazioni di disgusto non sono state causate dalla qualità del cibo, ma solo dalle associazioni negative con determinati oggetti.
Reazioni di disgusto sono state osservate in numerose specie animali, tra le quali ad esempio primati e ratti.

## Teorie

### Charles Darwin

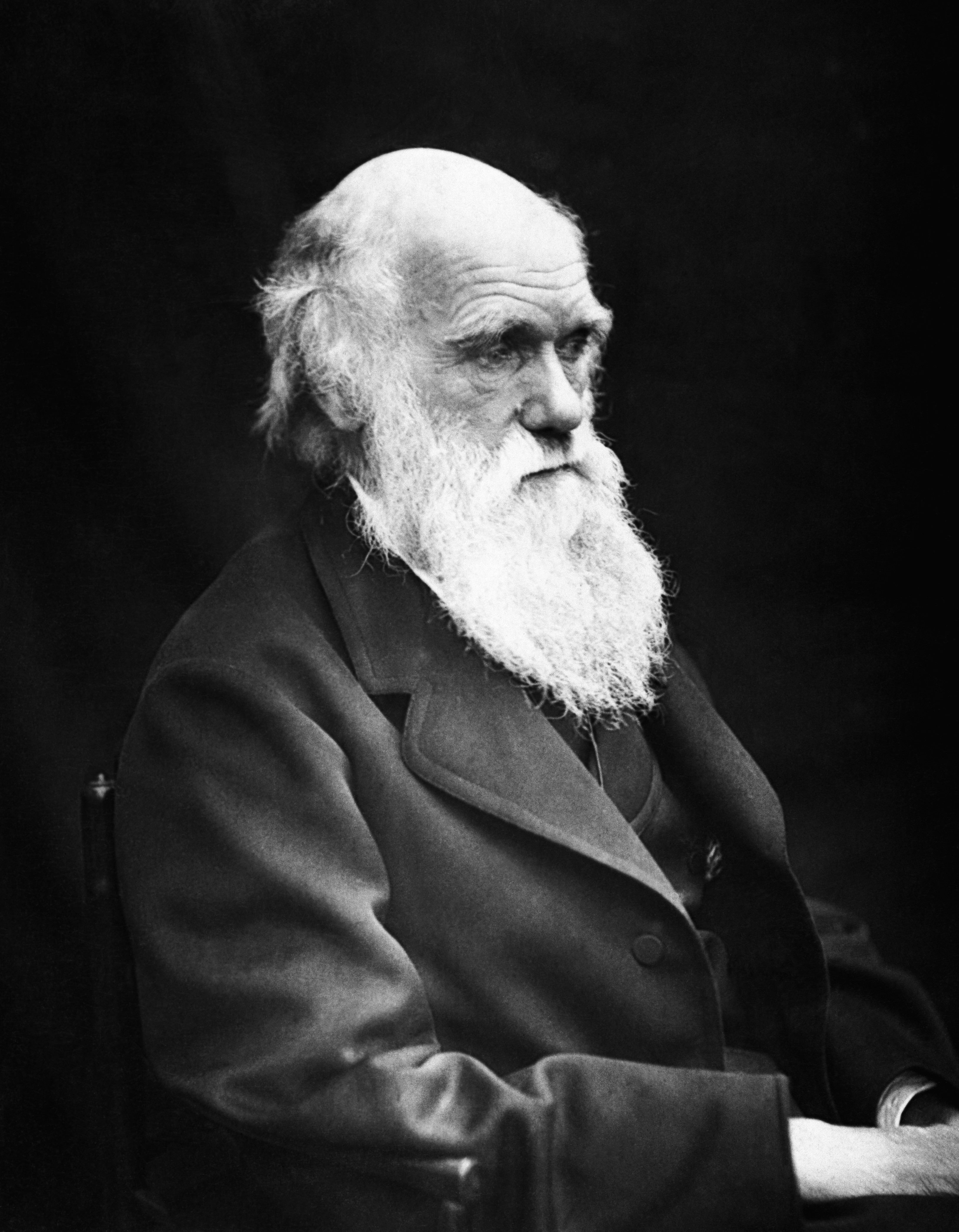
Charles Darwin

Le prime riflessioni scientifiche sul tema del disgusto provengono da Charles Darwin e sono contenute nella sua opera L'espressione delle emozioni nell'uomo e negli animali (1872).

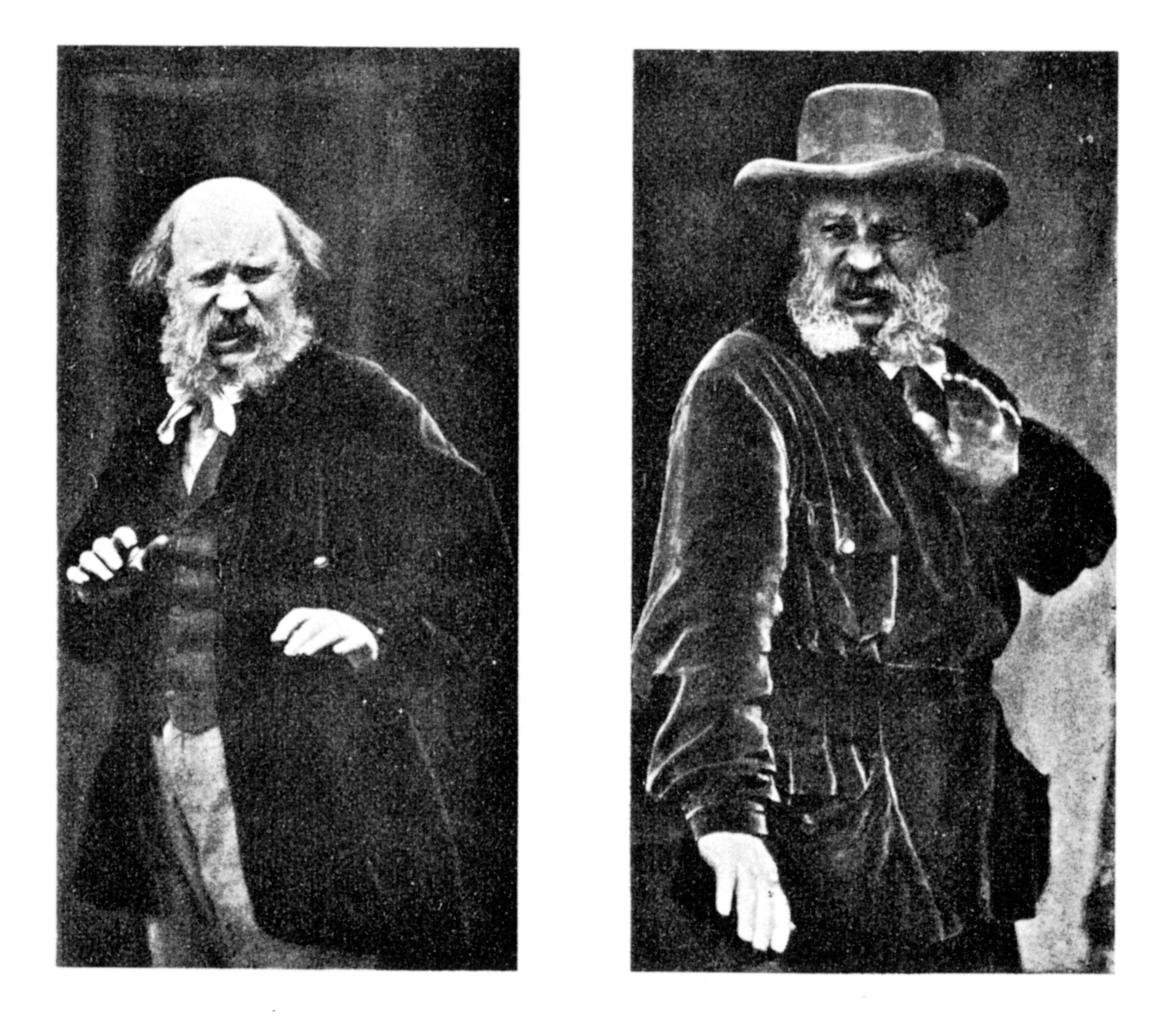
Esempi di mimica facciale relativi al disgusto

Lo definisce come: “[…] something revolting, primarily in relation to the sense of taste, as actually perceived or vividly imagined; and secondarily to anything which causes a similar feeling, through the sense of smell, touch and even of eyesight” (“qualcosa di rivoltante, in primo luogo in relazione al senso del gusto, come effettivamente percepito o vividamente immaginato; in secondo luogo in relazione a tutto ciò che provoca una sensazione simile, attraverso il senso dell'olfatto, del tatto e anche della vista”). Darwin è stato il primo a descrivere la mimica facciale universale legata al disgusto. La considera un istinto innato presente già nei neonati, in quanto reagiscono già a stimoli sgradevoli del gusto proprio con una certa mimica. Darwin vede il disgusto come l’evoluzione della nausea; la cui tipica espressione facciale sarebbe una testimonianza che serve a mettere in guardia gli altri da qualcosa di immangiabile.

### Sigmund Freud

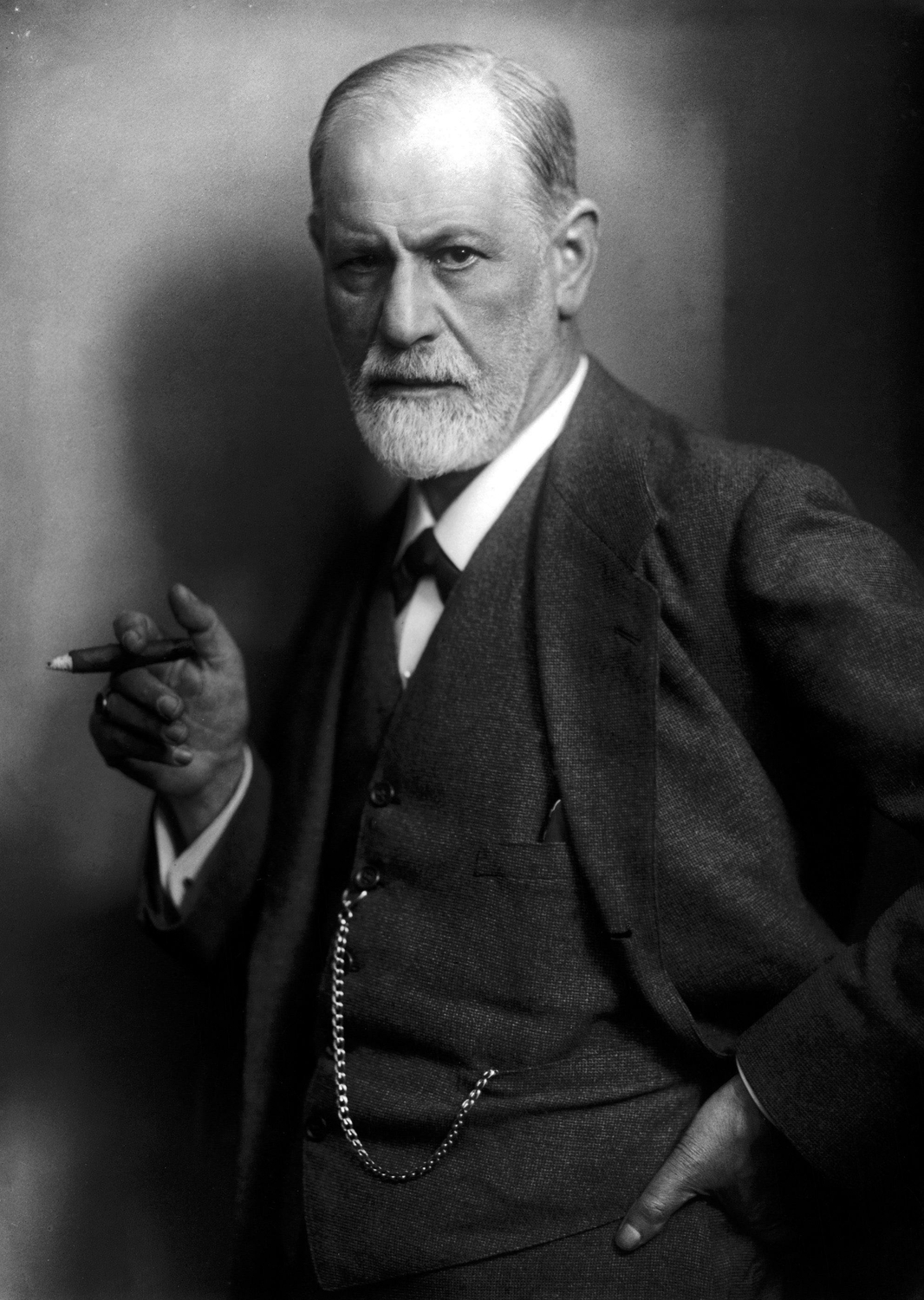
Sigmund Freud

Sigmund Freud interpreta il disgusto come un meccanismo di difesa, un sintomo nervoso provocato dalla scomparsa degli istinti primitivi e conseguente dell'educazione, in particolare dell'educazione alla pulizia della prima infanzia. Allo stesso tempo vede un’ambivalenza tra disgusto e piacere, poiché l’oggetto disgustoso creerebbe una sensazione di piacere che, Secondo Freud, starebbe al servizio dell’Io e del Super-io. Questa sensazione di piacere ancestrale, come il rapporto positivo con i propri escrementi, viene vissuta negli adulti solo nel caso delle perversioni, dove le sensazioni di piacere sostituiscono ancora una volta il disgusto.
Freud considera l'olfatto un fattore scatenante essenziale per le sensazioni di disgusto; le sue considerazioni al riguardo si limitano ai temi della sessualità e delle escrezioni del corpo.

### La ricerca attuale
La ricerca scientifica sul fenomeno del disgusto non è ancora completa. Secondo i risultati delle ricerche che hanno come strumento la Risonanza Magnetica Funzionale, nel cervello il disgusto ha come sostrato il sistema limbico. Qui si attivano l’amigdala e la corteccia prefrontale in reazione alle sensazioni di paura e disgusto. Sulla base delle esperienze passate, l'amigdala decide se uno stimolo è dannoso o meno per l'organismo. La valutazione di uno stimolo può essere determinata o modificata da nuove esperienze o considerazioni. Se le suddette regioni cerebrali vengono particolarmente irritate durante un’operazione, le sensazioni di vomito e strangolamento si tramutano in sensazioni di disgusto vero e proprio. L'attivazione di tali regioni, unicamente attraverso l'osservazione di persone che provano disgusto, è stata dimostrata anche in esperimenti scientifici.
Nel 2004 gli scienziati della Scuola di Igiene e Medicina Tropicale di Londra, guidata da Val Curtis, hanno pubblicato i risultati di uno studio sulle cause generali del disgusto, giungendo alla conclusione che non è un'esperienza di apprendimento, ma un'esperienza genetica. La funzione biologica del disgusto è quindi quella di proteggere dalle malattie e dalla morte.
Val Curtis sostiene che non sia possibile sviluppare una sensazione di disgusto verso qualsiasi oggetto, come ad esempio caramelle o arance. E contrariamente a ciò che sostengono gli umanisti, afferma che espressioni di disgusto come “igitt” appartengano alle prime parole coniate dall'uomo. Il sondaggio è stato condotto esclusivamente sulla base di foto viste su un sito web e valutate in base al grado di disgusto. La conformità delle risposte tramite le espressioni facciali e le reazioni fisiche non era quindi constatabile.
Nel 2004, anche l’Università dell’Arkansas ha pubblicato i risultati di alcuni studi che mostrano che le principali cause di disgusto sono due: la paura della sporcizia e delle malattie e la paura di morte e lesioni.
Così la sensazione di disgusto, da un lato protegge fisicamente dai cibi andati a male e pericoli di contrarre delle infezioni, dall'altro protegge psicologicamente dalla memoria della mortalità umana.
Le ultime ricerche di Neurobiologia, hanno messo in evidenza che, in certe occasioni, davanti alle ingiustizie si prova un senso di disgusto.
Studi hanno dimostrato un legame tra l'herpes labiale e il disgusto provato in precedenza. Nel 2004, i ricercatori dell’Università di Treviri hanno potuto constatare che la vista di immagini potenzialmente disgustose può indebolire il sistema immunitario cellulare e provocare l'herpes simplex. Inoltre, in caso di forti sensazioni di disgusto, viene rilasciata nel sangue una quantità elevata di cortisolo, cioè l’ormone dello stress che appunto indebolisce il sistema immunitario cellulare.
Nel 2003, la psicologa tedesca Anne Schienle ha utilizzato un questionario per determinare la sensibilità al disgusto di 85 studentesse e, allo stesso tempo, la loro propensione verso disturbi alimentari. Da ciò che si evince dai risultati, le donne con segni di un disturbo dell'alimentazione mostrano una sensibilità significativamente più alta al disgusto rispetto ad altri, soprattutto quando si valutano escrezioni corporee e cibo andato a male. Questa tendenza al disgusto più pronunciato era già presente prima dell'insorgenza di un disturbo alimentare.
Un esperimento condotto presso l'Università di Groninga, che è stato pubblicato nel 2012, ha dimostrato che l'eccitazione sessuale porta ad una riduzione temporanea del disgusto.
Studi empirici hanno dimostrato una corrispondenza tra il disgusto e la paura della morte. Quando si ricorda la morte, le persone sono più soggette alle manifestazioni di disgusto e preferiscono distinguere la natura umana da quella animale. Al contrario, il contatto con il disgusto innesca un aumento dei pensieri di morte. Le persone che provano più disgusto sono più vulnerabili alla reazione degli stimoli associati alla morte e avvertono più difficoltà ad evitarne il pensiero.